# Stictopisthus miyatakei
Stictopisthus miyatakei är en stekelart som beskrevs av Nakanishi 1968. Stictopisthus miyatakei ingår i släktet Stictopisthus och familjen brokparasitsteklar. Inga underarter finns listade i Catalogue of Life.